# Wetzsteinhöhle

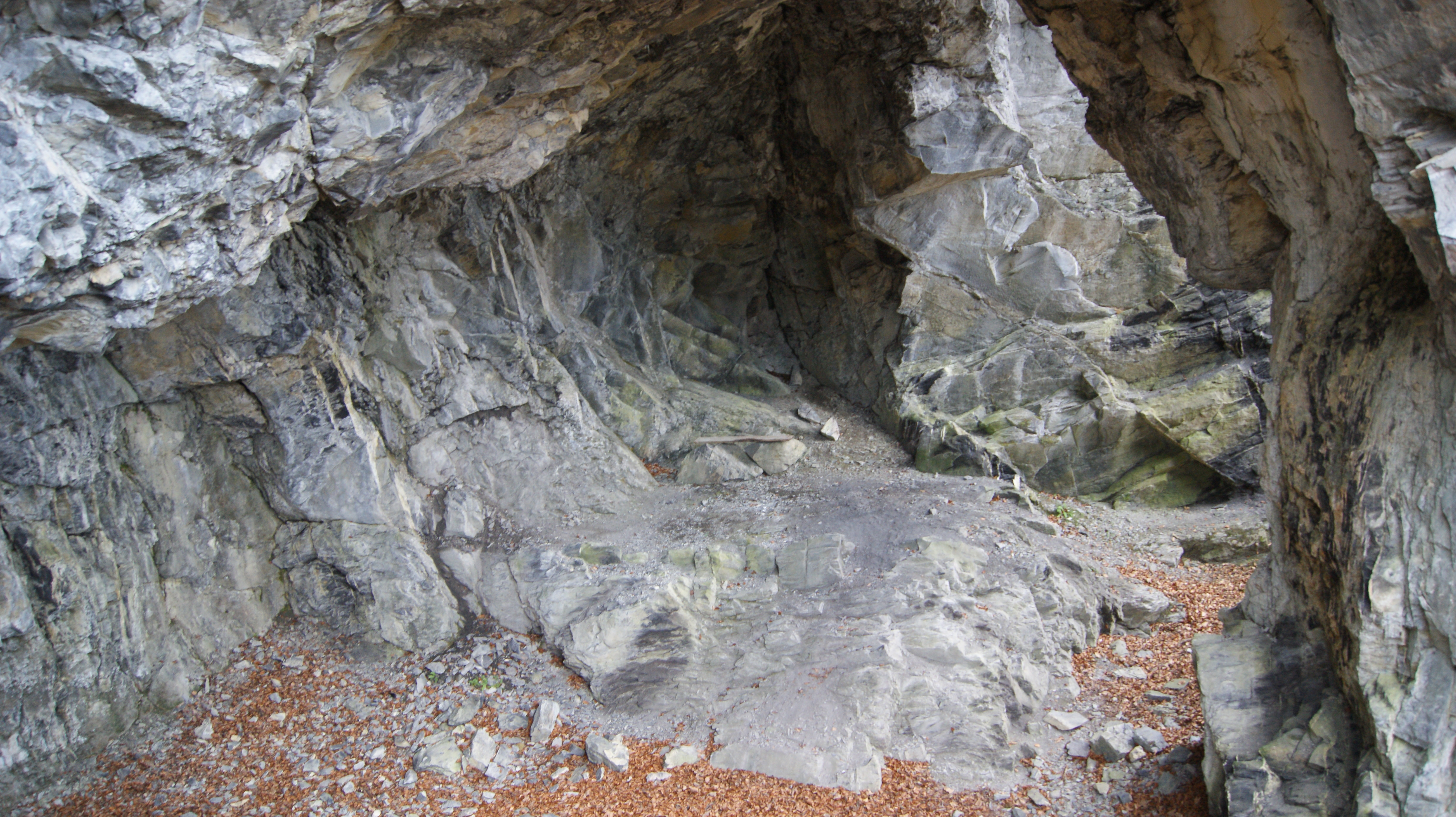
Wetzsteinhöhle in Bizau

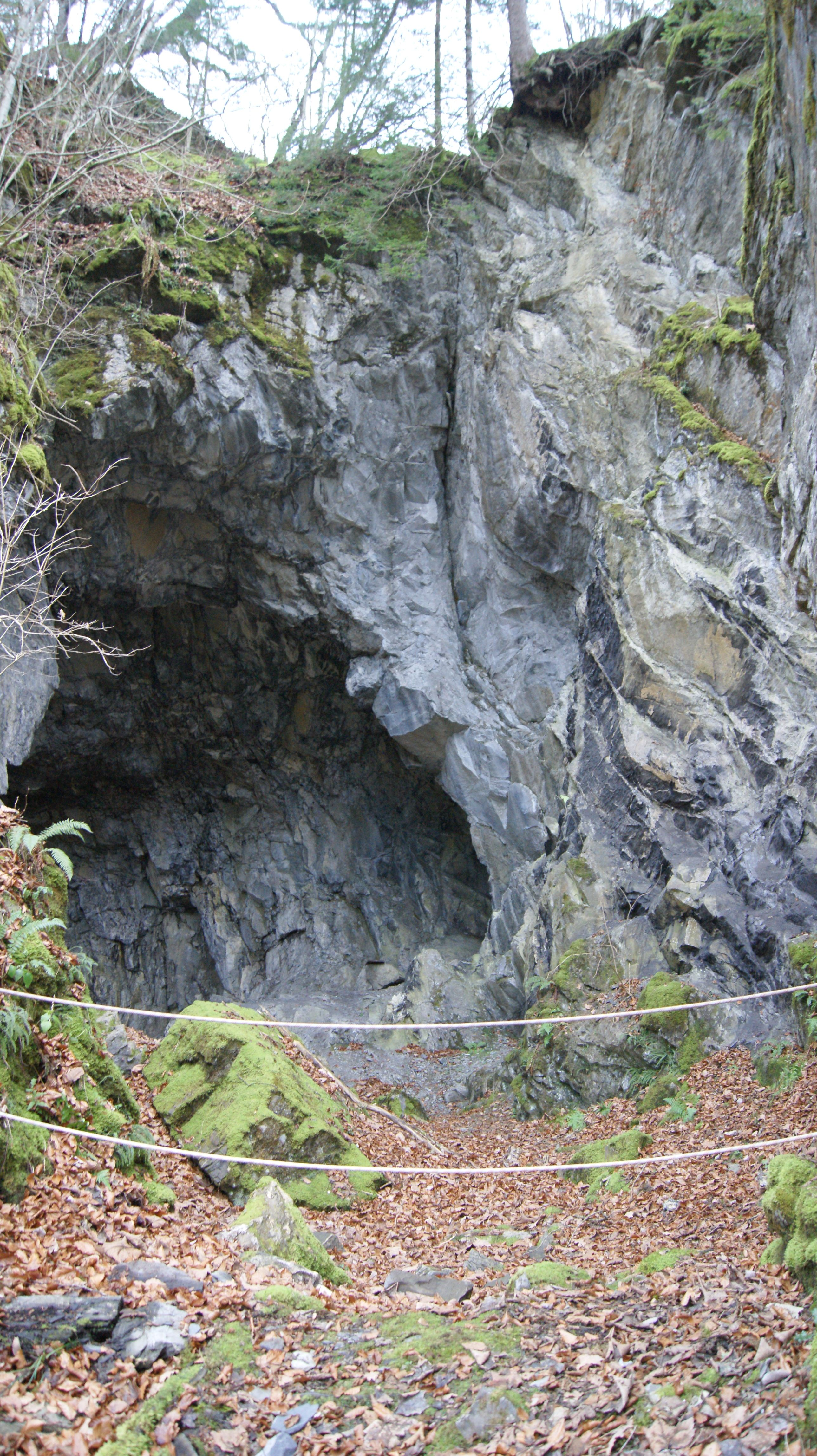
Einer der beiden Zugänge zur Wetzsteinhöhle

Die Wetzsteinhöhle ist ein durch Eingriffe des Menschen entstandener, trockener Hohlraum (Bergwerk) und befindet sich in der Flurparzelle Steinbruch (mitten im Wald auf etwa 700 m ü. A.) in der Gemeinde Bizau in Vorarlberg, Österreich. Unterhalb der Wetzsteinhöhle fließt der Hüttbach.

## Geologie
Die wichtigsten Entstehungsräume für Sandsteine sind die küstennahen Flachmeere, die Schelfe. Der Sand stammt aber meist vom Festland und wird durch Flüsse und Meeresströmungen an seinen endgültigen Ablagerungsort transportiert. Sandstein selbst entsteht durch die Verkittung (Zementation) von lockerem Sand und Beimengungen groberer oder feinerer Sedimentpartikel (Ton, Silt, Gerölle).
Der hier abgebaute Sandstein hatte eine ideale Struktur für Wetzsteine und galt als einer der besten Qualitätswetzsteine.

## Entstehung und Zugang
Die Wetzsteinhöhle entstand durch den Abbau von Rohmaterial (Sandstein) vor allem für die Wetzsteinerzeugung im Schwarzachtobel  in Schwarzach in den Jahren 1910 bis 1943.
Nach langjähriger Sperre wurde der Zugang sowie die Besichtigungsmöglichkeit der Wetzsteinhöhle durch die Mitglieder der Bergrettung Bizau in einem ehrenamtlichen Einsatz wieder instand gesetzt. Der Zugang kann jedoch temporär gesperrt sein.
Die Wetzsteinhöhle befindet sich etwa 300 m von der Kapelle am Bildbühl und 1050 m Luftlinie von der Dorfmitte Bizau und 21 km vom Bodensee (Bregenz).